# Isojärvi (sjö i Saarijärvi, Mellersta Finland)
Isojärvi är en sjö i kommunen Saarijärvi i landskapet Mellersta Finland i Finland. Arean är 37 hektar och strandlinjen är 3,22 kilometer lång. Sjön  ingår i Kumo älvs huvudavrinningsområde.   Den ligger omkring 67 kilometer nordväst om Jyväskylä och omkring 270 kilometer norr om Helsingfors. 